# Хазар-Ленкорань
«Хазар-Ленкорань» (азерб. Xəzər-Lənkəran Futbol Klubu) — колишній футбольний клуб з міста Ленкорань в Азербайджані. У сезоні 2006—2007 зробив золотий дубль: вперше у своїй історії виборов звання чемпіона Азербайджану, а також став володарем кубка країни. Сезон 2015/16 команда завершила на 10 сходинці та вибула до Першого дивізіону.

## Досягнення
- Чемпіон Азербайджану: 2006/07.
- Срібний призер чемпіонату Азербайджану: 2004/05, 2010/11.
- Володар Кубка Азербайджану: 2007, 2008, 2011.
- Фіналіст Кубка Азербайджану: 1994, 2010, 2013.
- Володар Кубка чемпіонів Співдружності: 2008.